# Joan Casas i Ortínez
Joan Casas i Ortínez (Barcelona, 1942). Dissenyador industrial i gràfic català. En els inicis de la seva carrera treballa en una empresa de publicitat fent disseny gràfic i d'estands. El 1964 inicia una estreta col·laboració amb l'empresa Indecasa, per a la qual dissenya nombrosos mobles. Col·labora també amb empreses com Danone o Iberia. La seva obra ha estat exposada en nombroses mostres nacionals i internacionals. Entre els seus dissenys més importants cal citar la cadira Barcino (1964), un clàssic del disseny internacional dels mobles per a col·lectivitats.